# 7187 Isobe
7187 Isobe è un asteroide della fascia principale. Scoperto nel 1992, presenta un'orbita caratterizzata da un semiasse maggiore pari a 1,9374089 UA e da un'eccentricità di 0,0862946, inclinata di 21,78765° rispetto all'eclittica.

## Scoperta e denominazione
7187 Isobe è stato scoperto il 30 gennaio 1992 dall'astronoma statunitense Eleanor Francis Helin come un oggetto della 16ª magnitudine dall'osservatorio di Monte Palomar. Sono state in seguito ritrovate immagini di prescoperta risalenti all'agosto del 1985.
Nel novembre del 2001, l'asteroide è stato intitolato all'astronomo giapponese Syuzo Isobe dell'osservatorio astronomico nazionale del Giappone. membro dell'Unione Astronomica Internazionale e presidente della Japan Spaceguard Association. Isobe ha contribuito significativamente alla fondazione del Bisei Spaceguard Center, un osservatorio ideato per l'osservazione dei NEO e dei detriti spaziali nello spazio circumterrestre.

## Classificazione e orbita
Il presunto asteroide di tipo E è un membro del gruppo di Hungaria, che costituisce la concentrazione di asteroidi più interna del Sistema solare. Isobe orbita intorno al Sole nella fascia principale interna a una distanza di 1,8-2,1 UA una volta ogni 2 anni e 8 mesi (985 giorni). La sua orbita ha un'eccentricità di 0,09 e un'inclinazione di 22° rispetto all'eclittica. È stato identificato per la prima volta come 1985 QC3 all'osservatorio di scoperta nel 1985, estendendo l'arco di osservazione del corpo di 7 anni prima della sua osservazione ufficiale.
Secondo i rilievi effettuati dal Wide-field Infrared Survey Explorer della NASA con la successiva missione NEOWISE, Isobe misura tra i 4,85 e i 6,05 chilometri di diametro, e la sua superficie ha un'albedo compresa tra 0,12 e 0,167.  Il Collaborative Asteroid Lightcurve Link assume un'albedo di 0,30 - un valore di compromesso tra 0,4 e 0,2, corrispondente agli asteroidi Hungaria sia come famiglia che come gruppo orbitale - e calcola un diametro di 3,85 chilometri con una magnitudine assoluta di 14,0.

## Luna e curva di luce
Dall'agosto 2004, l'astronomo americano Brian Warner ha ottenuto diverse curve di luce rotazionali di Isobe presso il suo Palmer Divide Observatory in Colorado. Le analisi della curva di luce e del follow-up hanno fornito un periodo di rotazione ben definito di 4,2432 ore con un'ampiezza di luminosità di 0,22 magnitudini (U=3), dopo che le osservazioni fotometriche iniziali avevano indicato una soluzione di periodo più breve di 2,4 ore.
Nel 2012, le osservazioni di Brian Warner hanno indicato che Isobe è molto probabilmente un asteroide binario sincrono, orbitato da un satellite asteroidale ogni 33 ore. Le dimensioni di questo satellite rimangono sconosciute e non è stato pubblicato alcun rapporto tra diametro secondario e primario. La natura binaria di Isobe necessita ancora di ulteriori osservazioni.
Isobe è stato osservato anche dall'astronomo americano Robert Stephens presso il Center for Solar System Studies nel settembre 2015, ottenendo un periodo di 4,241 ore con un'ampiezza di 0,22 magnitudini. Tuttavia, non sono stati rilevati eventi di occultazione reciproca durante il periodo di osservazione di due notti (U=3-).